# رشید محمد
رشید محمد (انگلیسی: Rashid Mohamed؛ زادهٔ ۹ نوامبر ۱۹۷۹) دونده دو ۸۰۰ متر مراکشی‌تبار اهل بحرین است.